# The Mean Season
The Mean Season (título original: Llamada a un reportero en España, Noticias escritas en sangre en México Noticias escritas con sangre en Perú) es una película de suspenso de 1985 dirigida por Phillip Borsos y protagonizado por Kurt Russell, Mariel Hemingway y Richard Jordan. 
La película está basada en la novela de John Katzenbach In the Heat of the Summer.

## Argumento
El periodista de Miami Malcolm Anderson escribe varios artículos sobre asesinos. De esa manera se convierte en el objetivo de un asesino en serie que quiere hacerse famoso y que quiere contactar por ello con él a través del teléfono, porque le gusta su trabajo y considera que le puede ayudar a conseguir sus minutos de fama.
Así lo convierte en su confidente y único interlocutor. Como tal le relata cada uno de los asesinatos que comete y le avanza los que va a ir cometiendo, sin que Malcolm pueda evitarlos. Lo que sí consigue, muy a su pesar, es convertirse en el periodista de moda, un éxito que se desvanece cuando ese asesino secuestra a su novia Christine Connelly.

## Reparto
| Actor            | Personaje            |
| ---------------- | -------------------- |
| Kurt Russell     | Malcolm Anderson     |
| Mariel Hemingway | Christine Connelly   |
| Richard Jordan   | Alan Delour          |
| Richard Masur    | Bill Nolan           |
| Richard Bradford | Phil Wilson          |
| Joe Pantoliano   | Andy Porter          |
| Andy García      | Ray Martinez         |
| Rose Portillo    | Kathy Vasquez        |
| William Smith    | Albert O'Shaughnessy |
| John Palmer      | Él mismo             |

## Producción
Turman-Foster Company adquirió en 1982 los derechos cinematográficos de la novela y lo hizo lo antes posible después de su publicación. Al principio Robert Wise iba a hacer la película, pero al final lo hizo Philip Borsos. Al principio se iba a a rodar el filme entre mayo y julio de 1983, pero se retrasó y se empezó a filmar en vez de ello el 21 de mayo de 1984. Se filmó en Miami, Florida y se estrenó el 15 de febrero de 1985.

## Recepción
La película recibió buena acogida en la crítica, pero fue un fracaso de taquilla.
Hoy en día el filme fue valorado en los portales de información cinematográfica y entre la crítica profesional. En IMDb, por ejemplo, con aproximadamente 4800 votos registrados, el filme obtiene una media ponderada de 6,1 sobre 10. En otro portal, Rotten Tomatoes, la película fue valorada por más de 1000 usuarios, los cuales le dieron una valoración media de 2,9 de 5, mientras que los 22 críticos profesionales, que valoraron la película en ese portal, le dieron una valoración media de 5,9 de 10. Llegan al consenso en sus críticas, de que es un thriller que juega con el comentario social, que busca a tientas sus temas más importantes, pero que aun así lo hace de una manera generalmente visible. También cabe destacar que el 65% de los usuarios de La Vanguardia la valoraron positivamente.